# إيرني باربر
إيرني باربر (بالإنجليزية: Ernie Barber)‏ هو لاعب كرة قدم أمريكية أمريكي، ولد في 18 أبريل 1914 في مانتيكا في الولايات المتحدة، وتوفي في 5 يونيو 1989.